# پرری (دهانه)
پرری یک دهانه برخوردی در ماه‌ است.

## دهانه‌های اقماری
این دهانه ۷ دهانه اقماری دارد.
| Parry | عرض جغرافیایی | طول جغرافیایی | قطر          |
| ----- | ------------- | ------------- | ------------ |
| C     | ۶.۸° S        | ۱۲.۷° W       | ۳.۰ کیلومتر  |
| B     | ۸.۹° S        | ۱۳.۰° W       | ۱.۰ کیلومتر  |
| E     | ۸.۳° S        | ۱۶.۳° W       | ۶.۰ کیلومتر  |
| D     | ۷.۹° S        | ۱۵.۷° W       | ۳.۰ کیلومتر  |
| F     | ۷.۶° S        | ۱۴.۷° W       | ۴.۰ کیلومتر  |
| M     | ۸.۹° S        | ۱۴.۵° W       | ۲۶.۰ کیلومتر |
| L     | ۶.۳° S        | ۱۴.۷° W       | ۷.۰ کیلومتر  |